# Африкаанс
Африка́анс (самоназвание — Afrikaans [afrəˈkãːs], die Afrikaanse taal, ранее также был известен как бу́рский язы́к) — один из германских языков, развившийся из нидерландского (до начала XX века считался его диалектом), один из 11 официальных языков Южно-Африканской Республики, также распространён в Намибии. 
Кроме того, небольшие общины носителей африкаанс проживают в других странах Южной Африки: Ботсване, Лесото, Эсватини, Зимбабве, Замбии. Многие эмигранты из ЮАР, говорящие на африкаанс, осели в Великобритании, Австралии, Нидерландах, Бельгии, Новой Зеландии, Канаде, США.

## Распространение
Африкаанс является родным для большей части белого и цветного населения ЮАР и Намибии.
Носители африкаанс составляют большинство в Западно-Капской и Северо-Капской провинциях ЮАР, а также на западе Фри-Стейт (на этих территориях немалая их часть — цветные). Кроме того, много (в основном, белых) носителей африкаанс живут в некоторых сравнительно крупных городах в центре страны (Претория, Блумфонтейн, Почефструм, Феринихинг, Велком, Клерксдорп, Крюгерсдорп, Йоханнесбург).
Многие носители африкаанс не относят себя ни к «белым», ни к «цветным» и идентифицируются как «говорящие на африкаанс южноафриканцы» или «намибийцы». Собирательное название для носителей африкаанс — Afrikaanses; это более широкий термин, чем африканеры — белые носители языка африкаанс.
В ЮАР африкаанс является родным для примерно 6 860 000 человек (2013), в качестве второго языка его использовали 10 300 000 человек (2002). Общее число носителей во всех странах оценивается в 17 525 880 человек (родной для 7 225 880, второй для 10 300 000).
Носители африкаанс и нидерландского могут понимать друг друга без предварительной подготовки (литературный африкаанс отличается от литературного нидерландского меньше, чем многие собственно нидерландские диалекты).

## Диалекты
В африкаанс не отразились диалектные различия, связанные с тем, из каких областей Нидерландов на Каап приезжали поселенцы: все диалектные разновидности сформировались уже непосредственно в Южной Африке. Принято выделять три главных разновидности африкаанс:
- восточная (Oosgrens-Afrikaans), ставшая основой литературного языка: это язык свободных поселенцев востока Капской колонии (до Фиш-ривер), а позже — и фуртреккеров (буров), свободных крестьян, ушедших в Великий трек вглубь континента и основавших Трансвааль и Оранжевое Свободное государство;
- капская (Kaapse Afrikaans) — язык Западного Каапа — это, в первую очередь, язык рабов (привозившихся из других колоний) и слуг из местного населения, который в наибольшей степени подвергся влиянию малайско-португало-голландского креола; сейчас это главным образом язык цветных, многие из которых — мусульмане;
- оранжеворечная (Oranjerivier-Afrikaans) — это говоры другой группы смешанного населения, потомков главным образом от браков белых и готтентотов, которые переселились из Капской колонии на север, в нынешние Северо-Капскую провинцию и Намибию; на этой разновидности африкаанс говорят, к примеру, бастеры и гриква.

Лингвистические различия всех этих разновидностей невелики и сводятся, в основном, к лексическим и незначительным фонологическим особенностям.

## История
Специфические особенности языка африкаанс стали складываться в Капской колонии ещё в конце XVII века. В течение XVIII и 1-й половины XIX вв. африкаанс функционировал лишь как устно-разговорный язык, если не считать допускавшихся бурами ошибок в текстах на нидерландском языке. Основой для африкаанс послужил в основном диалект Южной Голландии, однако прослеживается и влияние фламандского диалекта: так, например, суффиксу прилагательных -lijk соответствует не ожидаемое -lyk [lɛjk], а -lik [lək], что также характерно для говоров Фландрии. Кроме того, несомненно влияние малайско-португальского креола, использовавшегося в Голландской Ост-Индии (откуда в Капскую колонию привозили рабов) и различных жаргонов и пиджинов на основе голландских диалектов, употреблявшихся в среде моряков. Так, из малайского языка пришли, например, слова piesang «банан» (малайск. pisang, нидерл. banaan) или baie «очень».
Вероятно, самый ранний памятник африкаанс — записанные в 1795 году песни (вроде частушек). В 1861 году Й. Х. Мерант опубликовал рассказ «Zamenspraak tusschen Klaas Waarzegger en Jan Twyfelaar» («Разговор Клааса Варзехера [Говорящего правду] и Яна Твейфелаара [Сомневающегося]»), который считают первым текстом на африкаанс. В 1860-е годы был создан и памятник «арабского африкаанс» — наставление в исламской вере Абу-Бакра-эфенди, написанное на африкаанс арабскими буквами. Первые грамматика и словарь африкаанс были опубликованы в 1875 году в Кейптауне «Обществом истинных африканеров» («Genootskap van Regte Afrikaners»). Год спустя в Парле стала выходить первая газета на африкаанс — «Die Afrikaanse Patriot», в честь чего спустя столетие был возведён памятник языку. С подъёмом бурского патриотизма, особенно в Трансваале и Оранжевой республике, значение африкаанс быстро росло, и после Англо-бурской войны 1899—1902 годов он стал получать всё большее признание.
В 1909 году была создана Комиссия по языку африкаанс — орган - регулятор языка, которая поначалу именовалась африк. Spellingskommissie, а с 1964 года носит нынешнее название африк. Die Taalkommissie и в настоящее время является подразделением Южноафриканской академии наук и искусств.
Тем не менее c образованием ЮАС в 1910 году африкаанс ещё не стал официальным языком страны (тогда им, наряду с английским, ещё оставался нидерландский). Лишь в 1925 году африкаанс был признан британским правительством государственным языком ЮАС (ныне — ЮАР). В эпоху апартеида всячески подчёркивалась роль африкаанс как единственного национального языка ЮАР (языки чернокожего населения стали официальными лишь после демонтажа апартеида, в начале 1990-х). Африкаанс был языком школьного и университетского образования, на нём публиковалась большая часть печатных изданий.
Сейчас африкаанс является одним из 12 официальных языков Южно-Африканской Республики. Его роль в образовании и общественных делах с середины 1990-х годов существенно сократилась, однако он продолжает занимать важное место, например, в СМИ: хотя «Южноафриканская телерадиокорпорация» (SABC) уменьшила число программ на африкаанс, в печатных СМИ его позиции очень сильны: например, журнал для всей семьи «Huisgenoot» имеет самый большой тираж в ЮАР. На африкаанс выходят другие газеты и журналы, издаётся довольно много книг, существуют платный кабельный канал «KykNet» и специализированные радиостанции. В то же время уделяется больше внимание разновидностям африкаанс, раньше считавшимся «нестандартными» и «нелитературными» — в частности, капскому африкаанс, на котором говорит большинство носителей этого языка.

## Письменность
Африкаанс пользуется латиницей, с дополнительными диакритическими знаками (акутом, циркумфлексом). Используются также диграфы.
| Aa     | Bb        | Cc  | Dd   | Ee             | Ff  | Gg  | Hh          | Ii        | Jj       | Kk   | Ll   | Mm  |
| [a(ː)] | [b]       | [k] | [d]  | [eː], [ɛ], [ə] | [f] | [x] | [ɦ]         | [iː], [ə] | [j]      | [k]  | [l]  | [m] |
| Nn     | Oo        | Pp  | Qq   | Rr             | Ss  | Tt  | Uu          | Vv        | Ww       | Xx   | Yy   | Zz  |
| [n]    | [oː], [ɔ] | [p] | [kw] | [r]            | [s] | [t] | [ʏ(ː)], [œ] | [f]       | [v], [w] | [ks] | [əj] | [z] |

Буквы Cc, Qq, Xx, Zz употребляются лишь в заимствованиях. Из диакритик наиболее употребим циркумфлекс: ê [ɛː], ô [ɔː], û [œː] (последний встречается всего в двух словах), î [əː]. Диерезис употребляется для указания на двусложность написания (reën «дождь», ср. нидерл. regen). Весьма употребимы диграфы: ie [i(ː)], eu [øə], oe [u(ː)], ch [ʃ], [tʃ], tj [tʃ], [c], dj [dʒ], [ɟ]. При адаптации иностранных слов написание иногда сохраняется (genie «гений»), но чаще оно адаптируется (annekseer «аннексировать»).
Важный принцип орфографии африкаанс — последовательное отражение долготы гласных. Краткие гласные в закрытом слоге пишутся одной буквой, но если слог становится открытым, то одиночный согласный после краткого гласного удваивается, что не отражается на произношении: ср. mat [mat] «коврик», мн. ч. matte [matə]. Напротив, долгие гласные в закрытом слоге обозначаются диграфами, при этом если слог оказывается открытым, они пишутся одной буквой: boom [boːm] «дерево», мн. ч. bome [boːmə]. Долгое [eː] по традиции пишется удвоенным и в конце слова: see [seː] «озеро».
Иногда, как и в нидерландском, используется знак акута для указания на ударность слова или смысловое выделение: иногда это имеет смыслоразличительное значение, например die «определённый артикль», dié «этот».
Слова пишутся с заглавной буквы, если это собственные имена, и в начале предложения. Кроме того, если в начале предложения стоит неопределённый артикль ŉ, то следующее слово пишется с заглавной буквы: ŉ Man het met my gepraat.

## Лингвистическая характеристика
С лингвистической точки зрения африкаанс отчасти близок другим германским языкам и особенно нидерландскому (отчасти в нём сохраняются черты, присущие средненидерландскому языку, но утраченные в современном литературном языке Нидерландов). В африкаанс произошло упрощение системы склонения и спряжения (при том, что синтаксис остался, в основе своей, нидерландским), однако по своим масштабам оно вполне сравнимо с тем, что случилось, например, в английском языке.

### Фонетика и фонология
Фонетическая система африкаанс близка к нидерландской. От последней её отличают назализация гласных (с компенсаторными удлинением) перед глухими спирантами (ср. африкаанс [mɛ̃ːs], нидерл. [mɛns] mens, «человек»), оглушение всех звонких щелевых согласных, в том числе в начале слова (Suid-Afrika, нидерл. Zuid-Afrika). Кроме того, для африкаанс характерно выпадение согласных — в первую очередь, g (фонетически [x], в нидерландском возможно и [ɣ]) — между гласными: ср. reël «правило», нидерл. regel. Этому подвергается также [d]: ср. oud «старый», ouer «старше». Иногда [d] переходит между гласными (особенно после долгих) в [j]: blad «лист», мн. ч. blaaie. Ещё одна характерная черта африкаанс — упрощение кластеров (стечений) согласных, особенно в конце слова: ср. pos «почта», нидерл. post. При словоизменении и словообразовании этимологические стечения могут восстанавливаться: nag «ночь», мн. ч. nagte.

#### Согласные
|               | Губные | Переднеязычные | Среднеязычные | Заднеязычные | Глоттальные |
| ------------- | ------ | -------------- | ------------- | ------------ | ----------- |
| Носовые       | m      | n              | ɲ             | ŋ            |             |
| Взрывные      | p b    | t d            |               | k (g)        |             |
| Аффрикаты     |        |                | (tʃ) (dʒ)     |              |             |
| Фрикативные   | f v    | s (z)          | (ʃ) (ʒ)       | x            | ɦ           |
| Аппроксиманты |        | l              | j             |              |             |
| Дрожащие      |        | r              |               |              |             |

В скобках в таблице отмечены фонемы, встречающиеся только в заимствованиях. Так, [tʃ], [dʒ], [ʃ], [ʒ] встречаются почти только в заимствованных или звукоподражательных словах (ср. sjiek «шикарный», tjek «чек», tjilp «чирикать»). То же относится к [g] (ср. rugby «регби», ghnoe «(антилопа) гну»), которое иногда встречается и в исконных словах, особенно после /r/ (berge «горы», burger «гражданин»); ср. также nege [niəxə] «девять». Палатальные взрывные [c] и [ɟ] встречаются, в основном, в диминутивах, например stoeltjie «стульчик», hondjie «собачка». [c] также иногда встречается как вариант /k/ перед передними гласными. После зубных согласных /v/ (орфографически w) реализуется как [w], ср. twee [twiə] «два».
Для африкаанс вообще характерны различные ассимилятивные процессы: так, /ɦ/ в зависимости от последующего гласного может реализоваться также как [j] (перед передним гласными) или [w] (перед огублёнными гласными). Подобным образом /x/ перед передними гласными может реализоваться как [ç]; в области консонантизма возможны различные регрессивные и прогрессивные ассимиляции. Кроме того, для африкаанс, как и для нидерландского языка, характерно оглушение согласных в абсолютном конце слова, причём звонкость восстанавливается перед гласным: held [hɛlt] «герой», heldin [hɛldən] «героиня».

#### Гласные
Состав гласных африкаанс, в общем, совпадает с составом нидерландских гласных.
| Звук  | Пример  | Пример     | Пример            | Замечания                                               |
| МФА   | МФА     | Орфография |                   |                                                         |
| ɪ/ə   | [vɪt]   | wit        | «белый»           |                                                         |
| ɪː/əː | [wɪːə]  | wîe        | «клинья»          |                                                         |
| i     | [spis]  | spies      | «копьё»           |                                                         |
| iː    | [fiːr]  | vier       | «четыре»          |                                                         |
| ʏ     | [spʏx]  | spuug      | «плевать»         |                                                         |
| ʏː    | [bʏːrə] | bure       | «соседи»          | Встречается, в основном, перед [r]                      |
| ɛ     | [bɛt]   | bed        | «кровать»         |                                                         |
| ɛː    | [sɛː]   | sê         | «говорить»        | Также встречается как вариант [e] перед [r] + согласный |
| eː    | [beːn]  | been       | «нога»            |                                                         |
| ə     | [mɛ̃ːsə] | mense      | «люди»            |                                                         |
| ø     | [søən]  | seun       | «сын»             |                                                         |
| œ     | [brœx]  | brug       | «мост»            |                                                         |
| œː    | [brœːə] | brûe       | «мосты»           | Встречается только в двух словах                        |
| ɑ     | [mɑn]   | man        | «человек»         |                                                         |
| aː    | [plaːs] | plaas      | «ферма»           |                                                         |
| ɔ     | [bɔs]   | bos        | «лес, буш»        |                                                         |
| ɔː    | [mɔːrə] | môre       | «утро»            |                                                         |
| oː    | [boːm]  | boom       | «дерево»          |                                                         |
| u     | [buk]   | boek       | «книга»           |                                                         |
| uː    | [buːr]  | boer       | «крестьянин, бур» |                                                         |

Африкаанс также обладает богатой системой дифтонгов, включающей истинные дифтонги и т. н. «двойные гласные», включающие сочетания долгих гласных с [i], которые обычно появляются перед уменьшительными суффиксами (raatjie), но встречаются и в корнях (waai).
Особенно трудны вопросы, связанные с реализацией гласной, орфографически представленной как i, а также долгих гласных среднего подъёма. Традиционно считается, что i соответствует символу МФА [ə], однако Б. Доналдсон указывает, что этот гласный, на самом деле, имеет чуть более верхний подъём, чем истинный [ə], встречающийся в африкаанс в безударной позиции; сам Доналдсон обозначает его как ï; по всей видимости, в МФА он ближе всего соответствует [ɪ]. Что касается «долгих гласных среднего подъёма», то в традиционных описаниях их полагают дифтонгами [iə], [uə] или [ij], [uw]: тот же Доналдсон полагает, что более правильной была бы транскрипция [eə], [oə].
Среди процессов в области гласных следует заметить частую редукцию безударных гласных до [ə], синкопу [ə] (gisteraand «вчера вечером» [xəˈstraːnd]), повышение e и o в предударном слоге до [i], [u] (polisie «полиция» [puˈlisi]), понижение e и o во втором предударном слоге до [ɛ], [ɔ] (energie «энергия» [ɛnərˈxi]), (ненормативную) делабиализацию [ʏ], [œ], [ø], [œy] до [i], [ə/ɪ], [e:], [əi] (muur «стена» [miːr] вместо [myːr]), понижение [ɛ] до [æ] перед [l], [k], [r], [x].

#### Другие фонологические сведения
Ударение в африкаанс, как и в других германских языках, падает обычно на первый слог: ср. spéler «игрок», ónderwys «образование»; исключения в исконных словах составляют безударные приставки be-, ge-, ver-, er-, her-: bespréék «заказывать». В заимствованных словах ударение обычно сохраняется: koepéé «купе».
Как и в нидерландском языке, сочетания [l] + согласный, [r] плюс согласный в конце слова претерпевают эпентезу [ə]: melk [mɛlək] «молоко».

### Морфология
Африкаанс — язык аналитического строя и характеризуется слабой морфологической оформленностью. Интенсивный процесс распада флексии приводит к полному разрушению системы склонения имени и системы спряжения в глаголе (утрате личных окончаний). Почти полностью разрушено характерное для всех остальных германских языков противопоставление слабых и сильных глаголов, временные противопоставления выражаются аналитическими формами (как и в некоторых немецких диалектах).

#### Существительные и прилагательные
Существительное в африкаанс не различает родов, в отличие от нидерландского языка, где различаются общий и средний род; полностью утрачены падежные противопоставления (впрочем, почти разрушенные и в нидерландском). Тем не менее, сохраняется противопоставление по числу. Самый обычный способ образования множественного числа — суффикс -e (mens «человек» — мн. ч. mense; dag «день» — мн. ч. dae), менее продуктивен суффикс -s (правда, он всё же более распространён, чем в нидерландском; storm «буря» — мн. ч. storms); редко встречаются и другие морфемы, например, kind «ребёнок» — мн. ч. kinders, ouer «родитель» — мн. ч. ouers, супплетивизм (seeman «моряк», seeliede «моряки»). Как отмечалось выше, при образовании множественного числа могут восстанавливаться согласные, не присутствующие в форме единственного числа: gas «гость» — мн. ч. gaste.
В африкаанс два артикля: определённый (die) и неопределённый ('n [ə] или [ə̃]).
- Многосложные прилагательные присоединяют -e: 'n winderige dag «ветреный день». Исключения составляют:
  - сложные прилагательные, второй компонент которых — прилагательное, не присоединяющее -e: 'n wondermooi meisie «удивительно красивая (mooi) девушка»;
  - прилагательные на -er, el (включая сравнительную степень): 'n lekker piesang «вкусный банан», 'n langer pad «более длинный путь».
- Присоединяют -e односложные прилагательные на [x], [d], [u], [f], [s], при этом могут происходить описанные выше чередования:
  - выпадение d ('n wye romp «широкая (wyd) юбка»), с возможным переходом в [j] ( 'n goeie oes «хороший (goed) урожай»), исключения: wreed, oud (имеет специальную форму ou);
  - выпадение [x]: 'n lae muur «низкая (laag) стена»;
  - восстановление конечного согласного: 'n slegte reuk «плохой (sleg) запах», 'n vaste rëel «твёрдое (vas) правило»;
  - наращение [v] (для прилагательных на -u): 'n ruwe speler «грубый (ru) игрок»;
  - озвончение f до w: 'n dowwe lig «тусклый (dof) свет».
- Прочие односложные прилагательные, как правило, -e не присоединяют.

Прилагательное имеет три степени сравнения: положительную, сравнительную и превосходную: groot «большой» — groter «больше» — (die) grootste «самый большой» (превосходная степень всегда употребляется с определённым артиклем). Степени сравнения наречий образуются так же. Образование степеней сравнения регулярно, кроме трёх исключений (min — minder — minst «маленький», goed — beter — beste «хороший», baie — meer — meest «очень, много») и морфонологических процессов, аналогичных описанным выше: oud «старый» — ouer «старше», sag «мягкий» — sagter «мягче». Кроме того, d наращивают перед -er все прилагательные, оканчивающиеся на r: lekker «приятный» — lekkerder.

#### Местоимения
Личные местоимения (в единственном числе) сохраняют различие двух падежей: прямого и объектного; их распределение аналогично распределению местоименных падежей в других языках, например, английском или шведском: прямой падеж в роли подлежащего и именной части сказуемого, объектный — в позиции дополнения, в том числе после предлогов.
|              |                         | Единственное число | Единственное число | Множественное число |
| Прямой падеж | Объектный падеж         |                    |                    |                     |
| 1 лицо       | 1 лицо                  | ek                 | my                 | ons                 |
| 2 лицо       | 2 лицо                  | jy, u              | jou, u             | julle, u            |
| 3 лицо       | мужской пол             | hy                 | hom                | hulle               |
| 3 лицо       | женский пол             | sy                 | haar               | hulle               |
| 3 лицо       | неодушевлённые предметы | dit                | dit                | hulle               |

Форма u употребляется примерно так же, как русское уважительное «вы». Формы sy и hy обычно употребляются только по отношению к лицам, хотя есть и исключения: Waar is die trein? — Hy is laat «Где поезд? — Он опаздывает».
Притяжательные местоимения в общем случае совпадают с формами объектного падежа. Исключение составляют формы 3 лица мужского рода и неодушевлённых предметов, где используется форма sy. Кроме того, притяжательные (но не личные) julle, hulle допускают варианты jul, hul.
У притяжательных местоимений также существуют формы для употребления в предикативной функции и при эллипсисе главного имени: ср. hierdie jas is joune. Waar is myne? «Это пальто твоё. А где моё?». Эти местоимения выглядят так:
| Лицо | Ед. ч.                 | Мн. ч.          |
| ---- | ---------------------- | --------------- |
| 1 л. | myne                   | ons s’n         |
| 2 л. | jou(n)e u s’n, die uwe | julle s’n u s’n |
| 3 л. | syne hare              | hulle s’n       |

#### Глагол
Глагольная система в африкаанс сильно упрощена по сравнению с нидерландской. Полностью исчезло спряжение (изменение по лицам и числам), большинство глаголов имеют всего две формы: собственно глагольную и форму причастия. Синтетических форм почти нет, их место заняли аналитические, ср.: ek praat Afrikaans «Я говорю на африкаанс», hulle sal Afrikaans praat «Они будут говорить на африкаанс», u het Afrikaans gepraat «Вы говорили на африкаанс», ons sou Afrikaans gepraat «Мы говорили бы на африкаанс». Форма инфинитива совпадает с личными формами; в предложении перед ней употребляются элементы om te (при наличии при инфинитиве объекта он ставится между om и te): ek hoop om haar weer te sien «я надеюсь (hoop) снова её (haar) увидеть».
У большинства непроизводных глаголов форма причастия образуется прибавлением приставки ge-. В случае глаголов с отделяемыми приставками этот суффикс вставляется между приставкой и корнем: Ma skep op «Мама накрывает на стол», Ma het al opge skep «Мама уже накрыла на стол». У глаголов с неотделяемыми приставками форма причастия не отличается от всех прочих форм: Hy bestuur hierdie firma «Он руководит этой фирмой», Hy het dit altyd bestuur «Он всегда ей руководил».
Форма инфинитива, отличающаяся от личных форм, сохранилась всего у двух глаголов, они же сохраняют особые формы причастия: hê «иметь» (личная форма — het, причастие — gehad) и wees «быть» (личная форма — is, причастие — gewees). Чуть больше глаголов сохранили особые формы претерита (прошедшего времени): тот же wees (was), wil «хотеть» (wou), sal — вспомогательный глагол будущего времени (sou), moet «долженствовать» (moes), kan «мочь» (kon). Редко употребимы также dag (от dink «думать») и wis (от weet «знать»).
Различные видо-временные оппозиции выражаются в африкаанс в основном с помощью аналитических форм, образуемых с помощью вспомогательных глаголов het «иметь», wees «быть», sal (и sou) — будущее время, word — вспомогательный глагол пассивного залога:
| Время                  | Активный залог                                     | Пассивный залог                                                                                  |
| ---------------------- | -------------------------------------------------- | ------------------------------------------------------------------------------------------------ |
| Презенс                | ek lees «я читаю»                                  | die huis word gebou «дом строится»                                                               |
| Претерит (перфект)     | ek het gelees «я читал»                            | die huis is gebou «дом строился»                                                                 |
| Плюсквамперфект        |                                                    | die huis was gebou «дом строился (до момента в прошлом)»                                         |
| Футурум                | ek sal lees «я прочитаю»                           | die huis sal gebou word «дом будет строиться»                                                    |
| Футурум II             | ek sal gelees het «я прочту (к моменту в будущем)» | die huis sal gebou wees die huis sal gebou geword het «дом будет построен (к моменту в будущем)» |
| Будущее в прошедшем    | ek sou lees                                        | die huis sou gebou word                                                                          |
| Будущее в прошедшем II | ek sou gelees het                                  | die huis sou gebou wees die huis sou gebou geword het                                            |
| Кондиционалис I        | ek sou gelees «я прочёл бы (в будущем)»            |                                                                                                  |
| Кондиционалис II       | ek sou gelees het «я прочёл бы (в прошлом)»        |                                                                                                  |

### Синтаксис
В целом, синтаксис африкаанс похож на нидерландский синтаксис и вообще обладает небольшим числом особенностей, которые выделяли бы его на фоне других германских языков. Как и в нидерландском или немецком языке, второе место в предложении занимает финитная глагольная форма (в случае аналитической формы — её финитная часть), при том что первой составляющей может быть как подлежащее, так и другой член предложения. Если сказуемое выражено аналитической глагольной формой, причастие помещается в конец предложения: ek lees 'n boek «я читаю книгу», ek het 'n boek gelees «я прочёл книгу». Беспредложное косвенное дополнение стоит до прямого: ek het my broer 'n boek gegee «я дал своему брату книгу»; предложное дополнение, напротив, помещается после прямого: ek het 'n boek vir my broer gegee — то же самое. Отношения притяжательности выражаются либо с помощью предлога van (die boek van die broer «книга брата»), либо с помощью притяжательной частицы se (die broer se boek — то же самое). Частица se (сейчас несогласуемая) восходит к конструкции с вершинным маркированием притяжательности с помощью притяжательного местоимения: раньше было die broer sy boek, die meisie haar boek (ср. возможное в нидерландском de broer z’n (zijn) boek, de zuster d’r boek).
Для африкаанс характерно двойное отрицание: первый элемент может быть собственно приглагольным отрицанием nie (идёт сразу после глагола) либо отрицательным местоимением (geen «ни один», nêrens —), а второй — элемент nie, который ставится в конце: ek het nie dié boek gelees nie «я не читал эту книгу», hy het geen boek gelees nie «он не читал никакой книги».
В подчинённом предложении в африкаанс, как и в других германских языках, порядок слов отличается от того, что употребляется в главном предложении: подлежащее стоит на первом месте, а все глагольные формы — в конце: ek weet dat jou dié boek lees «я знаю, что ты читаешь эту книгу». Если в подчинённом предложении глагол стоит в перфекте, то в африкаанс (как в немецком, но в отличие от нидерландского) вспомогательный глагол het стоит на последнем месте: ek weet dat jou dié boek gelees het «я знаю, что ты прочитал эту книгу». При этом при употреблении форм с sal, sou и модальных глаголов инфинитив (как в нидерландском, но в отличие от немецкого) идёт после вспомогательных форм: hy het my gesê dat hy môre sou kom «он мне сказал, что придёт завтра». В качестве относительного местоимения широко используется wat «что», в том числе и для лиц: die man wat ek ontmoet het is my vriend «человек, которого я встретил, — мой друг».
Широко распространено употребление предлога vir перед личными прямыми объектами: hy slaan vir Piet «он бьёт Пита».
В разговорном африкаанс широко распространено использование бессоюзной подчинительной связи, при которой порядок слов в подчинённом предложении такой же, как в главном: Karel sê hy sal om tienuur huistoe kom «Карел говорит, (что) он завтра придёт домой в десять часов».

### Лексика
Лексика африкаанс отражает историю заселения Капской колонии: в основе своей она нидерландская, точнее — голландская (хотя встречаются и лексические дублеты, в Нидерландах распределённые по диалектам, как, например, werp и gooi «бросать»: первое слово распространено на юге Нидерландов, второе — на севере). Достаточно много заимствований из французского, но, это в основном, интернациональная лексика (energie, genie и так далее); ограниченно влияние немецкого (werskaf «заниматься чем-л.» — от нем. verschaffen). Достаточно много заимствований из малайско-португальского креола, причём как малайского, так и португальского происхождения: малайск. baie «очень, много», piering «блюдце», порт. tronk «тюрьма», mielie «кукуруза». Заимствований из местных языков в африкаанс почти нет, а те, что есть, отражают, в основном, местные реалии (gogga, kamma, kamtig, donga, indaba).
Несмотря на относительно богатый словарный запас языка, молодые носители африкаанс в городах ЮАР постоянно используют английские слова и целые фразы в своей бытовой речи. Феномен интересен тем, что в подавляющем большинстве случаев в африкаанс имеется соответствующее слово или фраза. Причина кроется в том, что английский в глазах многих представителей городской молодёжи выглядит модно и «продвинуто», а также в том, что подходящее слово на африкаанс иногда не приходит сразу в голову. Сфера использования африкаанс медленно, но стабильно сужается. В последнее время для многих африкаанс становится почти исключительно языком бытового общения. Молодёжь по окончании учёбы мало читает и пишет на языке, отсюда и тенденция к замене лексики африкаанс на английские соответствия.

## Отличия от литературного нидерландского
В фонетике отличия африкаанс от нидерландского сводятся во многом к различиям в диалектной основе африкаанс и литературного нидерландского; в ряде случаев африкаанс «консервирует» норму, в нидерландском считающуюся устаревшей (например, открытое произношение e в слове wereld «мир» (в африкаанс — wêreld)). Среди фонетических различий можно назвать следующие (часть была упомянута ранее):
- произношение долгого назализованного гласного в словах типа mens;
- глухие [f], [s], [x] на месте нидерландских орфографических v, z, g;
- отпадение конечных после глухих спирантов: nag «ночь» — мн. ч. nagte, ср. нидерл. nacht, nachten;
- падение d и g между гласными: spieël, нидерл. spiegel «зеркало»;
- произнесение sk вместо sch ([sx]) в начале морфемы: skool «школа» вместо school, суффикс -skap вместо -schap.
- произнесение -er ([ɛːr]) вместо нидерландского -aar (perd «лошадь», нидерл. paard)

В области морфологии выделяется полный распад личной флексии, совпадение инфинитива и форм презенса, регуляризация образования причастий (нидерландские причастия сильных глаголов сохраняются только как отглагольные прилагательные: neem «брать», ek het 'n besluit geneem «я принял решение», 'n genome besluit «принятое решение» (ср. в нидерландском ik heb het besluit genomen), исчезновение синтетического претерита. В системе имени — полное исчезновение падежной системы, исчезновение грамматического рода, отсутствие согласования прилагательных. Ещё одно заметное отличие — использование в африкаанс редупликации для выражения значений типа деепричастий или наречий: hy kom lag-lag «он идёт, смеясь».
Отличия в области синтаксиса (двойное отрицание, другой порядок слов в подчинённых предложениях) и лексики были отмечены выше.

## Влияние на другие языки
Африкаанс, будучи в течение долгого времени ведущим языком в Южной Африке, оказывал влияние на другие языки, с которыми находился в контакте. Заимствования из африкаанс проникли во многие языки банту, распространённые в Южной Африке, а также в южноафриканскую разновидность английского (например, lekker «приятный» наряду с nice, bakkie «небольшой грузовик»). Лексика африкаанс оказывала также большое влияние на контактные языки, развивавшиеся в условиях смешения больших групп рабочих из разных племён — в первую очередь, в шахтах: так, на алмазных и золотых рудниках Витватерсранда много слов из африкаанс впитал фанагало, позже распространившийся как контактный язык на большой территории. Слова из африкаанс есть, к примеру, и в языке бемба, использовавшимся на медных шахтах Северной Родезии (ныне — Замбия). Кроме того, африкаанс влиял и на койне, формировавшиеся в городской среде (в частности, в эпоху апартеида, когда на африкаанс велось школьное образование), такие как исикамто (флаайтаал).
Многие слова из африкаанс, обозначающие специфические местные реалии, вошли в другие языки мира: особенную известность эти реалии получили после Второй англо-бурской войны: таковы слова велд (veld), коммандо (kommando), бур (boer), англ. trek «первопроходческое путешествие».

## Африкаанс в образовании
Африкаанс широко используется в образовании — главным образом, в тех районах, где его носители составляют большинство. В эпоху апартеида школьное образование велось на африкаанс в ЮАР, ЮЗА и квазинезависимом бантустане Бопутатсвана. На африкаанс велось также преподавание в большинстве университетов. В настоящее время сфера его употребления в преподавании сократилась, часть учебных заведений ввела параллельное употребление английского или местных языков. Из университетов африкаанс (обычно наряду с английским) сохраняется в Стелленбосе («бурском Оксфорде»), Северо-западном университете, Претории и Университете Свободного государства.

## Образец текста
Статья 1 Всеобщей декларации прав человека:

Alle mense word vry en gelyk in waardigheid en regte gebore. Hulle is toegerus met rede en gewete en moet teenoor mekaar optree in 'n gees van broederskap.
Перевод:

Все люди рождаются свободными и равными в своём достоинстве и правах. Они наделены разумом и совестью и должны поступать в отношении друг друга в духе братства.

## Практическая транскрипция
Ряд пособий, в том числе авторитетное пособие Р. С. Гиляревского и Б. А. Старостина, рекомендуют передавать названия с африкаанс по правилам транскрипции с нидерландского языка. Однако на практике эти требования не всегда выполняются: различия связаны с передачей g (г или х), v (в или ф), гласных, которые пишутся как oo и ee (по-русски oo, о, у resp. ee, e, и), u (например, Йоханнесбург, но бюргеры).